# Леонтина Саган
Леонти́на Сага́н (нім. Leontine Sagan, при народженні — Леонтина Шлезінгер (нім. Leontine Schlesinger); 13 лютого 1889, Будапешт або Відень, Австро-Угорщина —  20 травня 1974, Преторія, ПАР) — австро-угорська театральна режисерка і акторка єврейського походження. Найбільш відома за кінострічкою «Дівчата в уніформі», поставленою у 1931 році разом з Карлом Фреліхом за п'єсою Крісти Вінслое «Учора і сьогодні».
Фільми Саган зосереджені на жіночому досвіді та переживаннях, часто із зображенням еротизму. Її фільми були серед перших, що зображували лесбійську тему в кіномистецтві.

## Життєпис
Народилася 13 лютого 1889 року у Будапешті (за іншими даними у Відні), Австро-Угорщина. 1899 року, у віці 10 років, переїхала з родиною до Південної Африки.
Отримала освіту в німецькомовній школі в Йоганнесбургу. Режисерської майстерності навчалася у Макса Рейнгардта, найбільш знаного за детально розроблені та образні декорації та театральні ефекти.
Чи була сама Саган лесбійкою, невідомо; книга Women Film Directors називає її «лесбійською кінорежисеркою» за постановку п'єси Вінслоу з лесбійськими темами. У пізніші свої роки одружилася з видавцем та письменником Dr. Victor Fleischer; дітей в союзі не мала.
Померла Леонтина Саган 20 травня 1974 року в Преторії (ПАР) у віці 85 років.

## Кар'єра
У юності Саган працювала театральною акторкою в Німеччині та Австрії. З'являлася в таких стрічках, як «Der heilige Berg» (1926), «Der grosse Sprung» (1927), «Der Weisse Rausch» (1930), «Die Nacht der Regisseure» (1994). У 1931 перемістилась поза лаштунки, унаслідок чого заслужила міжнародну увагу після постановки власних кінокартин.
Саган зрежисувала три фільми, кожен з яких став видатним. Найбільш знана вона за перші два, а особливо за дебютний.
- Перша стрічка «Дівчата в уніформі» (1931) за п'єсою Крісти Вінслое (відомою також як баронеса фон Гатвані) «Учора і сьогодні», з виключно жіночим акторським складом, була беспрецедентною не тільки зображенням лесбійської любові та педагогічного еросу, сміливих навіть для Веймарської Німеччини, а й фінансовими договорами про співпрацю у виробництві фільму та поділ прибутку від нього: це перший фільм в Нічеччині з колективним продюсуванням (знімальною групою та акторками)[9]. Драма про життя закритої постдамської школи для офіцерських дочок зі збіднілих аристократичних сімейств знімалася під керівництвом Карла Фреліха, одного з найдосвідченіших на той час німецьких режисерів.

У режисерському дебюті Саган описувала зародження підліткової чуттєвості — теми, яка з'явиться у кінотворах набагато пізніше. Одне з перших зображень лесбійства у кіно показує дівчат, що тримаються за руки, вдягаються та роздягаються, а в одній сцені дві жінки цілуються в губи. Головна героїня фільму, 14-річна Мануела, протягом стрічки проживає закоханість у свою вчительку Fräulein von Bernburg, що відбивається на її успішності в класі цієї педагогині та постановці шкільного театру. Якогось разу Мануела має публічний нетверезий зрив, де зізнається в любові своїй коханій, після чого Мануелу карає директорка, але підтримують учениці. Директорка забороняє Fräulein von Bernburg бачитися чи говорити з Мануелою. Дівчина майже вбиває себе, але її знаходять і рятують. Картина досліджує різноманітні емоційні та фізичні тиски, спричинені авторитаризмом влади та мілітаризмом прусської директорки. Фільм вважається анти-фашистською критикою прусської освітньої системи. Багато критиків та критикинь також сходяться в думці, що картина транслює феміністичні переконання, оскільки жінки-персонажки відкрито виражають свої емоції та сексуальні орієнтації. Попри критику від наці як «декадентська», стрічка була впливовою на фестивалях жіночого кіно в 1970-х роках і залишила знаний слід в історії через своє зображення жінок та анти-мілітаристичні теми.
«Дівчата в уніформі» користувалися величезним успіхом в аудиторії, проте сильно цензурувалися аж до 1970-х. В Німеччині вважалися найкращим фільмом року, в Америці всі критики зустріли їх із захопленням. За зняття цензури зі фільму у Штатах висловлювалась вдячність Елеонорі Рузвельт: він був продемонстрований з аутентичної відео-стрічки з англійськими субтитрами у 1994 році в США та у 2000 у Британії. У березні 2016 року фільм увійшов до рейтингу 30-ти найвидатніших ЛГБТ-фільмів усіх часів, складеного Британським кіноінститутом (BFI) за результатами опитування понад 100 кіноекспертів та експерток, проведеного до 30-річного ювілею Лондонського ЛГБТ-кінофестивалю BFI Flare
- Услід за випуском дебютного фільму Саган емігрувала до Англії[16].[17], де поставила фільм «Чоловіки завтрашнього дня» (1932, Men of Tomorrow) про оксфордське студентство та працювала з Александром Корда на його кіностудії[18].
- Пізніше працювала театральною продюсеркою в Манчестері. Також була першою жінкою-продюсеркою в London's Drury Lane, де успішно керувала рядом мюзиклів Айвора Новело у Вест-Енді: Glamorous Night (1935), Careless Rapture (1936), Crest of the Wave (1937), The Dancing Years (1939) та Arc de Triomphe (1943)[7]. Популярність цих шоу убезпечила Drury Lane від потенційного закриття у 1930-х.
- Незадовго до закінчення кар'єри Саган переїхала до Південної Африки, де стала впливовою театральною режисеркою та співзасновницею Національного театру у Йоганнесбурзі[18].
- У лютому 1948 року Саган зрежисувала першу створену в Англії (NTO) версію Dear Brutus авторства J.M. Barrie, із продовженням — An Inspector Calls. Поставлена в Theatre Street для East Rand Theatre Club у 1950 році. (Leontine Sagan — ESAT. N.p., n.d. Web. 12 Dec. 2016.)

## Фільмографія
| Рік  | Українська назва          | Оригінальна назва  | Примітки           |
| ---- | ------------------------- | ------------------ | ------------------ |
| 1931 | Дівчата в уніформі        | Mädchen in Uniform | з Карлом Фреліхом  |
| 1932 | Чоловіки завтрашнього дня | Men of Tomorrow    | і авторка сценарію |
| 1946 |                           | Gaiety George      |                    |

## Книги
- Lights and Shadows: The autobiography of Leontine Sagan. — Johannesburg, 1996.
- Michael Eckardt (ed.): Leontine Sagan. Licht und Schatten. Schauspielerin und Regisseurin auf vier Kontinenten —  Berlin: Hentrich & Hentrich, 2010.ISBN 978-3-941450-12-7

## Нагороди
| Нагороди та номінації Леонтини Саган   | Нагороди та номінації Леонтини Саган   | Нагороди та номінації Леонтини Саган | Нагороди та номінації Леонтини Саган |
| Рік                                    | Категорія                              | Фільм                                | Результат                            |
| -------------------------------------- | -------------------------------------- | ------------------------------------ | ------------------------------------ |
| Венеційський міжнародний кінофестиваль |                                        |                                      |                                      |
| 1932                                   | Приз за найкращу технічну досконалість | Дівчата в уніформі                   | Перемога                             |
| Приз Кінема Дзюмпо                     |                                        |                                      |                                      |
| 1934                                   | Найкращий фільм іноземною мовою        | Дівчата в уніформі                   | Перемога                             |